# Rafiz Aliti
Rafiz Aliti (mac. Рафиз Аљити) lub Rafis Aliti (mac. Рафис Аљити; ur. 29 kwietnia 1959 w Raduszy) – północnomacedoński polityk pochodzenia albańskiego, żołnierz Armii Wyzwolenia Narodowego.
Pełnił funkcję radnego Kondowa, był wybierany do Zgrmadzenia Republiki Macedonii z ramienia Demokratycznego Związku na rzecz Integracji (DUI) w wyborach parlamentarnych z lat 2002, 2006 i 2008, wiceprzewodniczący parlamentu w kadencji 2008–2011. W latach 2002–2005 wiceprezes DUI, w 2009 roku ponownie objął daną funkcję.